# Museu Nacional d'Art Antic
El Museu Nacional d'Art Antic, en portuguès Museu Nacional de Arte Antiga (sigla MNAA) és un museu d'art que està localitzat a Lisboa, capital de Portugal.
Els seus fons consten d'unes 2.200 pintures i extenses col·leccions de dibuix i gravat, escultura i arts decoratives, tant portugueses com a estrangeres.
Es troba instal·lat en un palau del segle XVII construït per als comtes d'Alvor. Aquest edifici també es coneix com a Palau d'Alvor-Pombal. El 1770, el marquès de Pombal el va comprar fixant-hi la residència familiar durant més d'un segle.

## Història
El museu va ser inaugurat el 1884. També és conegut com el Museu das Janelas Verdes (Museu de les finestres verdes), ja que es troba en aquest carrer de Lisboa.. El 1940 va ser construït un annex que inclou l'actual façana principal. Aquest annex ocupa el lloc en el qual se situava el convent carmelita de Sant Albert, que va ser destruït pel Terratrèmol de 1755. L'única part que es va mantenir en peus va ser la capella, actualment integrada en el conjunt. L'última reforma important escomesa en el museu data de 1992-94: va millorar el gabinet de conservació de dibuixos i gravats, així com els espais d'atenció al públic, i va modernitzar el sistema de climatització.

## Col·leccions

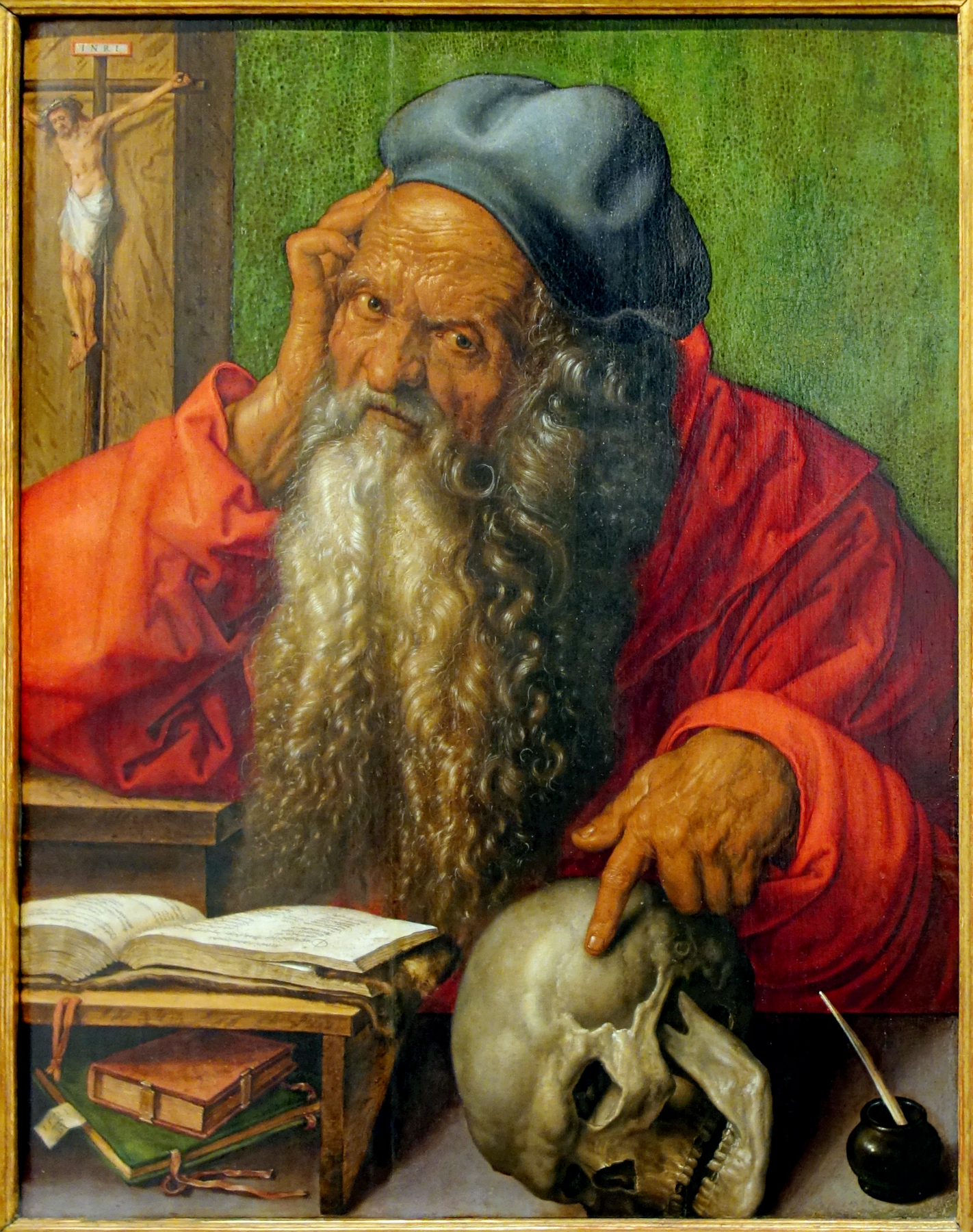
Sant Geroni, pintura de Dürer.

El museu conserva notables fons de pintura, dibuixos i gravats així com escultures des de l'Edat Mitjana fins al segle xix, amb alguns exemples anteriors. Amb tot això, i sumant les arts decoratives (mobles, orfebreria, ceràmica i vidre...) il·lustra la història de Portugal i el seu passat colonial i mercantil, igual que l'evolució dels principals estils europeus.

### Pintura

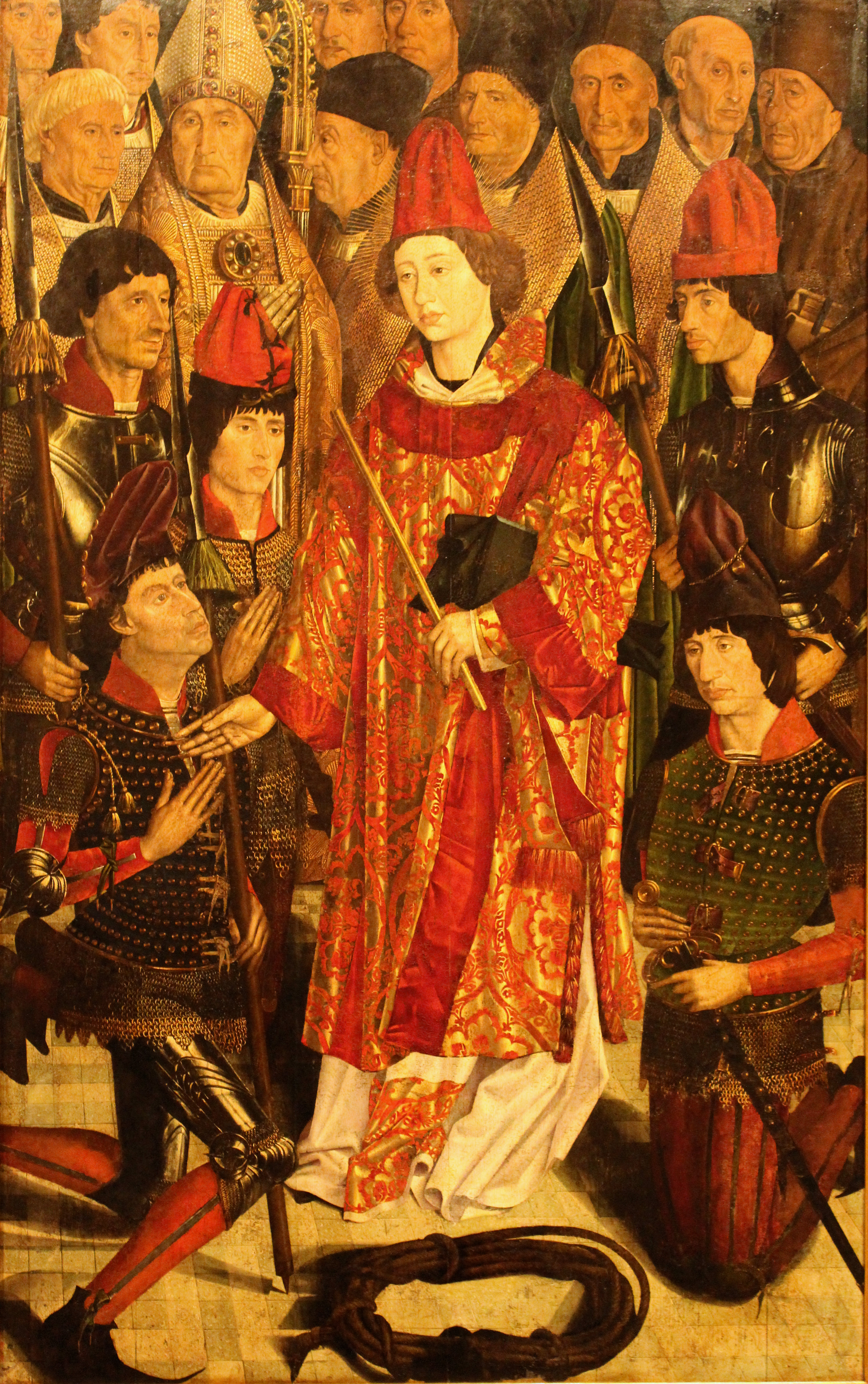
Retaule de Sant Vicenç, de Nuno Gonçalves

El MNAA conté la major col·lecció de pintures de Portugal: gairebé 2.200 obres, amb una àmplia representació de l'art portuguès (Nuno Gonçalves, Gregorio Lopes, Cristovao de Morais, Domingos Antonio de Sequeira, i un llarg etc.) així com exemples excel·lents de vells mestres europeus. Una majoria de peces provenen de convents i monestirs després de la supressió dels ordes religiosos que va tenir lloc el 1834.
De la pintura medieval portuguesa sobresurt el conjunt del retaule de sant Vicenç, obra de Nuno Gonçalves.
De la pintura flamenca i nord europea sobresurten dues pintures cabdals del Bosco i de Dürer: el tríptic de les temptacions de sant Antoni, obra capital del Bosco; i el famós Sant Geroni de Dürer, També posseeix exemples de Hans Memling (La Verge amb el Nen), Van de Goes (Sant Lluc), Cranach (Salomé), Hans Holbein el Vell, Paulus Moreelse (La decapitació de sant Joan Baptista), 
Dels pintors italians s'hi poden trobar obres notables com El miracle de sant Eusebi de Cremona de Rafael Sanzio (que en origen va ser la predela de la Crucifixió Mond de la National Gallery de Londres), Sagrada Família amb dos donants de Vittore Carpaccio i un Sant Agustí de Piero della Francesca.A més d'obres de Perugino o Giambattista Tiepolo entre d'altres
La pintura espanyola hi és present amb obres com la Verge de la Llet de Luís de Morales La mort de sant Francesc (obra capital de Bartolomé Carducho), El desposori místic de santa Caterina de Murillo i una sèrie de llenços (Apostolat) del taller de Zurbarán.

### Pintura gòtica catalana

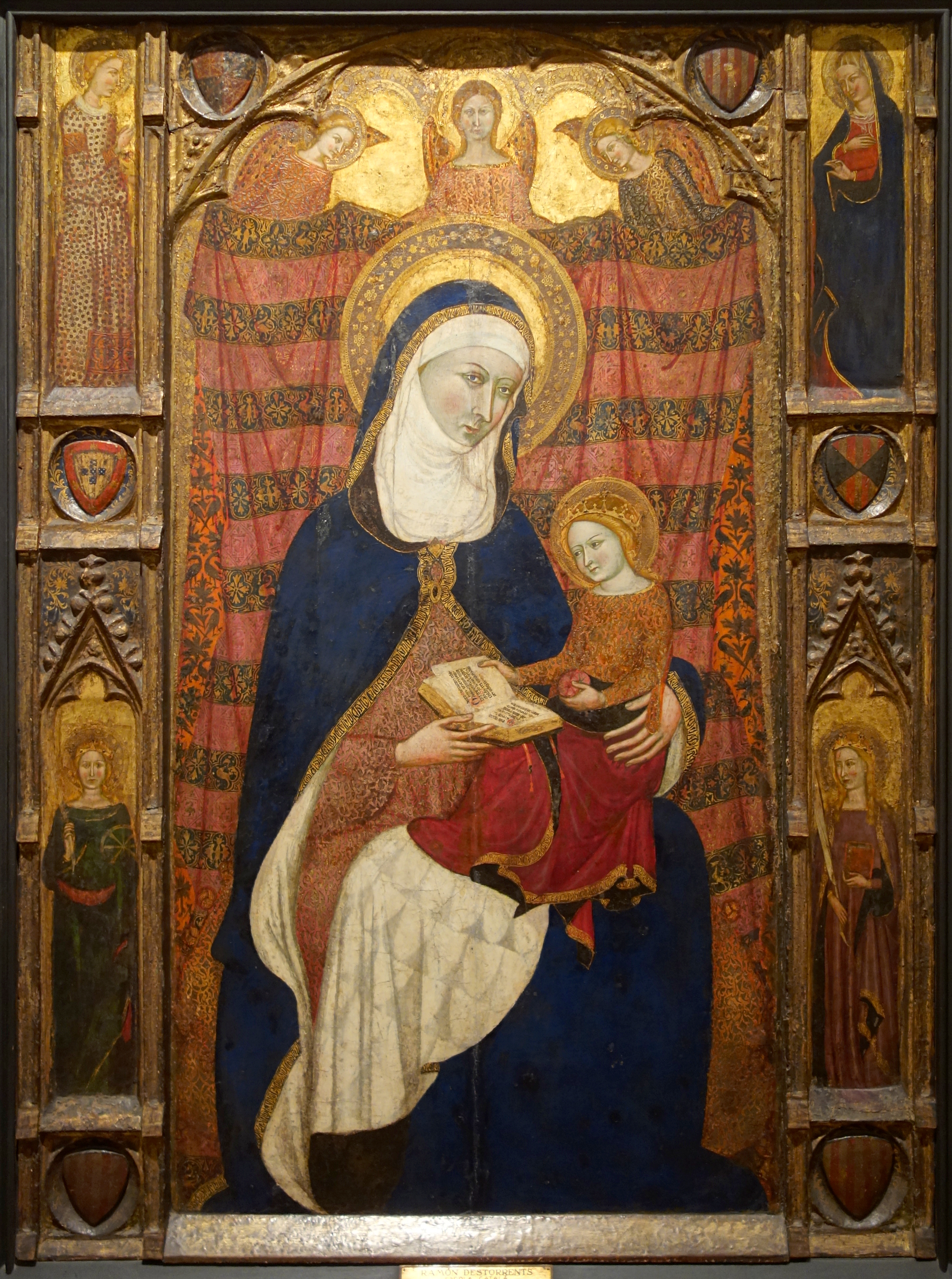
Ramon Destorrentsː Santa Anna ensenyant a llegir a la Mare de Déu, del retaule del palau de l'Almudaina

A destacar especialment la presència de testimonis molt notables de la pintura gòtica catalana i de la Corona d'Aragó, sobretot el compartiment principal del Retaule de Santa Anna i la Mare de Déu procedent del palau de l'Almudaina de Mallorca, obra atribuïda a Ramon Destorrents o bé a Ferrer i Arnau Bassa. Hi ha també un tríptic de Bernat Martorell (Davallament de la Creu), un magnífic Sant Damià de Bartolomé Bermejo, una Santa Bàrbara de Lluís Borrassà i encara altres obres.
Entre les col·leccions de ceràmica i de vidre també s'hi fa notar la presència de peces d'origen català o valencià.

### Dibuixos i gravats
Aquest fons compta amb més de 5.800 dibuixos i 14.500 gravats. En la seva major part són obres d'autors portuguesos, encara que també hi ha un atractiu repertori italià, que va del segle xv al XVIII: Perugino, Correggio, Pontormo, Giorgio Vasari, Francesco Guardi… La resta d'escoles europees compta amb un repertori més desigual, si bé inclou dibuixos de Poussin, Géricault, Hendrick Goltzius i Jan van Goyen.

### Escultura

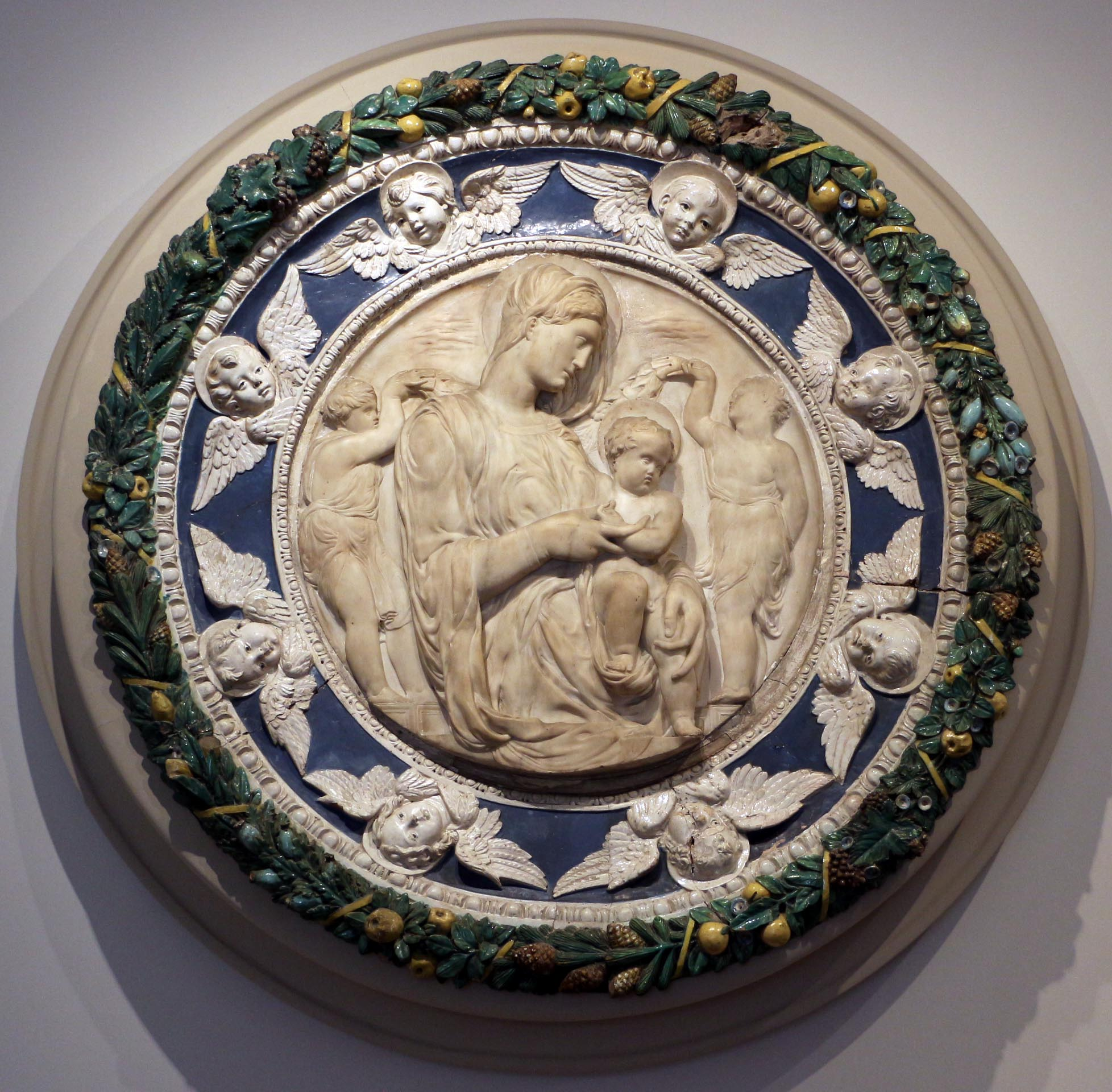
Relleu d'Andrea Sansovino en un medalló produït al taller Della robbia, 1490-1515

El repertori d'escultura compta amb unes 2.500 peces; pel que fa a Portugal abasta des del segle xiii fins al XIX. La resta d'Europa compta amb menor presència; hi ha relleus en terracota esmaltada del taller de Della Robbia al costat d'imatges medievals en alabastre, talles en fusta flamenques i alemanyes, i exemples aïllats de l'antic Egipte i Roma. Una de les obres més modernes és de Rodin: una Danaide donada per Calouste Gulbenkian

### Arts decoratives
Posseeix també moltes peces d'escultura, plata, porcellana i arts aplicades, incloent la important Custódia de Belém, una creu processional del segle xiii, la Custódia da Bemposta o el Reliquier de Donya Leonor (c. 1510),
Les arts decoratives tenen un destacat interès al MNAA, especialment les peces d'origen i/o influència oriental, reflex del passat colonial portuguès, com ara els paravents obra del pintor Kano Naizen, de l'estil Nanban. D'igual manera que destaca el fons d'argenteria. Aquesta última faceta del museu té com a principal joia l'anomenada Vaixella Germain: un cridaner conjunt d'argenteria parisenca, encarregat pel rei Josep I de Portugal i realitzat entre 1756 i 1765. Com recalca el museu, aquestes peces són rares actualment, ja que l'habitual en temps passats era fondre els objectes de plata quan es passaven de moda (o per necessitats econòmiques).
Com a curiositat, el museu alberga també nombroses joies femenines, que les novícies regalaven als convents en ingressar. Es van reunir en el museu després de l'extinció dels convents en 1834. Hi ha peces des del segle xv fins al XIX.
L'art del moble explica en aquest museu amb un repertori variat; inclou peces portugueses i europees i una sala completa, d'estil rococó, procedent de Viena i que va ser donada el 1969 pel magnat Antenor Patiño.
També poden veure's peces d'art oriental i europeu, com a ceràmiques, tèxtils... D'entre les col·leccions de ceràmica, un notable conjunt de peces de reflex metàl·lic, d'origen hispànic. L'Era dels Descobriments està sempre present, mostrant els vincles de Portugal amb Brasil, Àfrica, Índia, Xina i Japó.
Interessant també és el fons d'objectes de vidre, amb exemples catalans venecians, de Bohèmia i de la Granja, al costat de peces portugueses.